# Edward Daniel Clarke

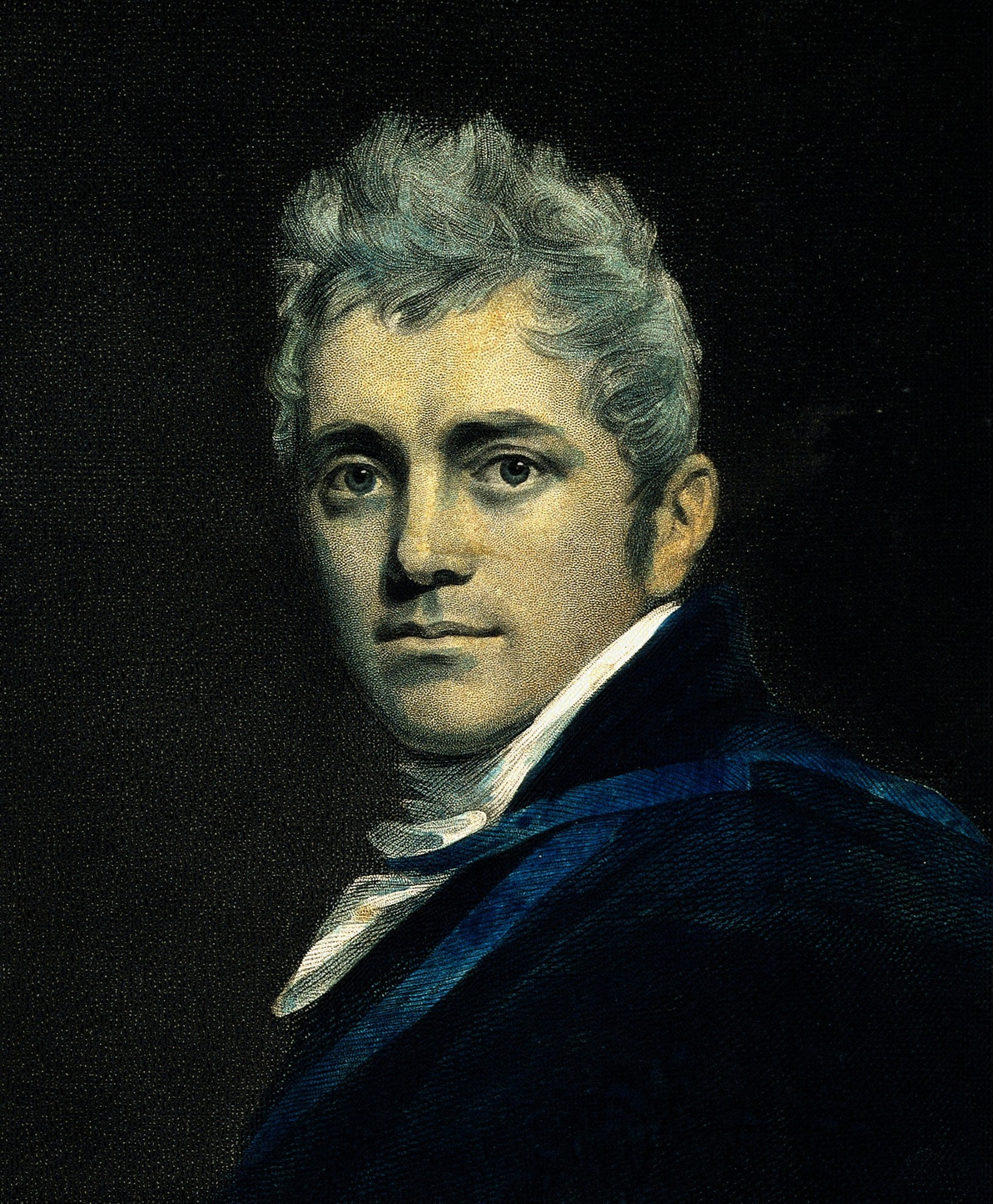
Edward Daniel Clarke

Edward Daniel Clarke (Willingdon, 5 juni 1769 – Londen, 9 maart 1822) was een Engelse mineraloog en reiziger.
Na zijn opleiding in Tonbridge trad hij in 1786 in dienst bij het kantoor van de kapel bij het Jesus College in Cambridge, maar het verlies van zijn vader bracht hem in deze periode in moeilijkheden. In 1790 behaalde hij zijn graad en werd spoedig daarna privé-leraar van Henry Tufton een neef van de hertog van Dorset. In 1792 kreeg hij de mogelijkheid om met Lord Berwick door Duitsland, Zwitserland en Italië te reizen. Na het oversteken van de Alpen, en het bezoeken van een paar van de belangrijkste steden van Italië ging hij naar Napels waar hij bijna twee jaar bleef.
Naast colleges over mineralogie en de uitvoering van zijn administratieve taken volgde dr. Clarke de studie scheikunde en deed verscheidene ontdekkingen, voornamelijk door middel van de gasblaaspijp, die hij verder perfectioneerde. Hij werd ook benoemd tot bibliothecaris van de universiteit in 1817 en was een van de oprichters van de Cambridge Philosophical Society in 1819. Hij stierf in Londen in 1822.
- Bibsys: 90213967
- Biblioteca Nacional de España: XX1620916
- Author citation (botany): E.D.Clarke
- Gemeinsame Normdatei: 117689343
- International Standard Name Identifier: 0000 0001 0855 5244
- Library of Congress Control Number: nr91023731
- Nationale bibliotheek van Australië: 35446102
- Nationale Bibliotheek van Israël: 987007298710705171
- Nederlandse Thesaurus van Auteursnamen: 070381593
- LIBRIS: 242518
- SNAC: w6057kww
- Système universitaire de documentation: 060908092
- Trove: 955609
- Union List of Artist Names: 500315916
- Virtual International Authority File: 15552626
- WorldCat: E39PBJB4gxRbCjtKgdQjPb3mh3